# Kattvisan
Kattvisan är en barnsång med text skriven av Astrid Lindgren och med musik av Lille Bror Söderlundh.

## Inspelningar
En tidig inspelning gjordes av Åke Grönberg  med Gösta Ahlenius orkester den 11 augusti 1955, och gavs ut på skiva i september samma år. Sången är även med i filmen Rasmus på luffen från 1981.